# Cantón del Jura
El cantón del Jura, también conocido como república y cantón del Jura (JU, en francés: République et canton du Jura; en alemán: Republik und Kanton Jura; en italiano: Repubblica e Canton Giura; en romanche: Republica e Chantun Giura) es un cantón suizo, cuya capital es la ciudad de Delémont. Es un cantón de mayoría francófona y católica.

## Historia
Las raíces del cantón del Jura aparecen en 999, cuando el último rey de Borgoña dio al obispo de Basilea la abadía de Moutier-Grandval junto con sus dependencias. A partir de 1032 el obispo de Basilea fue vinculado al Sacro Imperio Romano Germánico. A principio del siglo XVI, con la llegada de la reforma protestante a Basilea, el obispo fue obligado a salir de la ciudad. El príncipe-obispo se instaló finalmente en Porrentruy, en sus territorios jurásicos, aunque la ciudad dependía espiritualmente de la diócesis de Besanzón. El territorio restante sobre el cual el obispo reinaría hasta el estallido de la Revolución francesa corresponde a lo que es llamado el Jura histórico, que incluía el territorio del actual cantón del Jura junto con el Jura bernés y el valle del Laufen. En 1648, con la Paz de Westfalia, el Jura fue separado del Sacro Imperio, lo que contribuyó a que crecieran sus lazos con la Confederación de los XIII cantones. Esta situación perduró hasta 1792, cuando el último príncipe-obispo fue obligado a abandonar Porrentruy tras haber estallado un movimiento revolucionario inspirado por la Revolución francesa. El 19 de diciembre de 1792 fue proclamada la República Rauraciana, primera república hermana de la República Francesa. En 1793, la recién proclamada república fue anexada por Francia y se convirtió en el departamento de Monte Terrible, cuya capital era Porrentruy. La región de Montbéliard fue anexada en 1797. En 1800, el departamento fue suprimido y anexado al departamento del Alto Rin por voluntad de Napoleón Bonaparte.

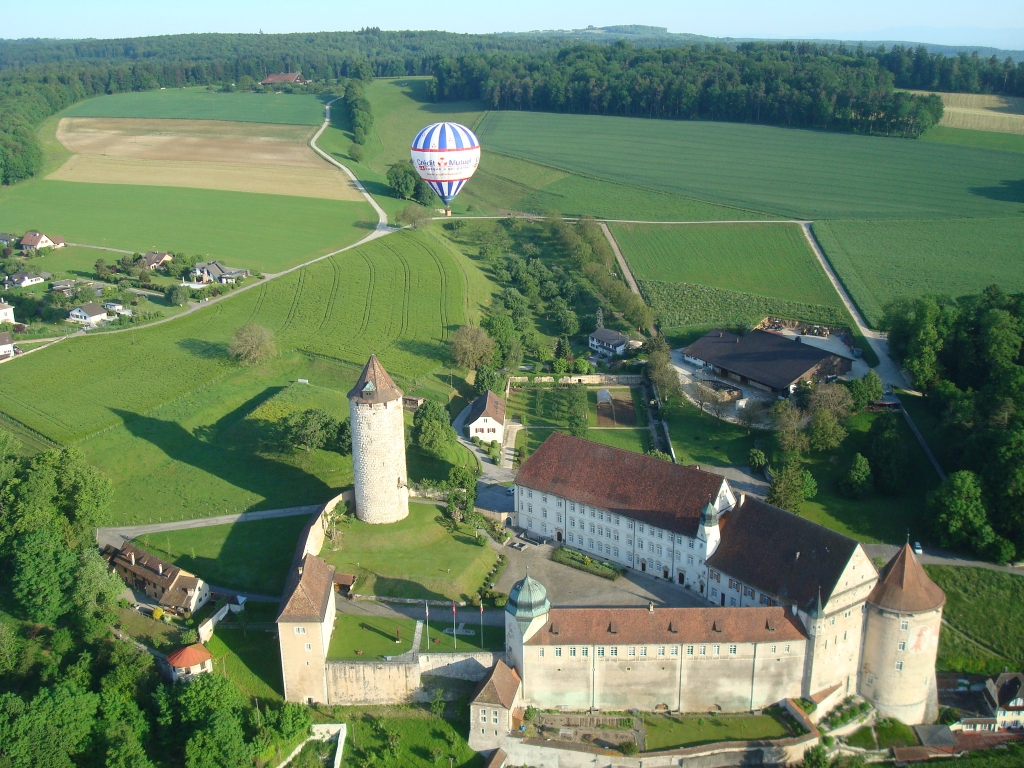
Castillo de Porrentruy, residencia del príncipe-obispo de Basilea.

En 1815, el Congreso de Viena decidió que la región histórica del Jura sería anexada al cantón de Berna como compensación por las pérdidas territoriales de Vaud y la Alta Argovia, convertidas en cantones independientes. 
El cantón es conocido también por la que en su tiempo fue la asociación de relojeros anarquistas (Federación del Jura).
Tras su anexión al cantón de Berna, un conflicto cultural salió a flote. Berna, siendo un cantón mayoritariamente de habla alemana, discriminaba, en cierta forma, a las mayorías francófonas del Jura. Es por esta y otras razones que se creó un movimiento separatista con el fin de alcanzar la independencia de la región del Jura bernés. En los años 1970 se organizó un plebiscito en favor de la creación del cantón del Jura. En esa ocasión pudieron participar los siete distritos históricos del Jura: Courtelary, Delémont, Franches-Montagnes, Laufen, La Neuveville, Moutier y Porrentruy. Sin embargo, solo los distritos del Jura de Norte aprobaron la votación: Delémont, Franches-Montagnes y Porrentruy. Mientras que estos tres distritos fueron autorizados a crear un nuevo cantón en 1979, los cuatro restantes decidieron seguir formando parte del cantón de Berna. En 1996, el distrito de Laufen, convertido en exclave tras la separación del Jura del Norte, fue autorizado a cambiar al cantón de Basilea-Campiña. 
El 24 de noviembre de 2013 se efectuaron nuevas votaciones para pedir la anexión del actual Jura bernés al cantón del Jura. Sin embargo, hasta ahora, solo Moutier ha aprobado la anexión al cantón de Jura. El resto de votantes del Jura bernés no han aceptado, hasta la fecha, un cambio de cantón. El 18 de junio de 2017, Moutier confirmó así su voto y debía ser anexada el 1 de enero de 2021.
Tras las negociaciones de octubre de 2020, se celebró una nueva votación el 28 de marzo de 2021, con un resultado más claro que el anterior: el 54,9% de los habitantes de la ciudad decidieron abandonar el cantón de Berna y unirse al de Jura. Tras la votación, la transferencia aún debía ser confirmada por ambos cantones y la Asamblea Federal. El cantón del Jura espera que sea efectiva el 1 de enero de 2026.

## Geografía
El cantón del Jura se encuentra situado en la parte noroccidental de Suiza. El territorio consiste mayoritariamente en la cordillera del Jura, en la parte sur, y el altiplano del Jura, en la parte norte, en donde se halla la región llamada Ajoie. 
Al norte y oeste el cantón limita con la República Francesa, al este con los cantones de Soleura y Basilea-Campiña, y al sur con los de Berna y Neuchâtel. Los ríos Doubs y Birs bañan la región. El Doubs afluye al Saona para desembocar en el Ródano, mientras que el Birs es tributario del Rin.

## Demografía

### Religión
La mayoría de los habitantes del cantón del Jura se declaran católicos.
La siguiente tabla muestra la población del cantón por religión en 2013 :
| Religión                | Porcentaje |
| ----------------------- | ---------- |
| Cristianos católicos    | 69,3 %     |
| Sin religión declarada  | 12,0 %     |
| Cristianos protestantes | 10,0 %     |
| Otros cristianos        | 3,9 %      |
| Musulmanes              | 2,4 %      |
| Otros                   | 2,4 %      |

## Distritos y comunas
El cantón del Jura está dividido en tres distritos y 55 comunas:
- distrito de Delémont, capital Delémont
- distrito de Franches-Montagnes, capital Saignelégier
- distrito de Porrentruy, capital Porrentruy